# Список авторов книг, сжигавшихся в нацистской Германии
Вскоре после прихода национал-социалистов к власти Национал-социалистический союз студентов Германии обратился к 29-летнему берлинскому библиотекарю, члену НСДАП Вольфгангу Геррману, с просьбой составить чёрные списки книг, «подрывающих немецкий дух», — для их изъятия из книжных магазинов и библиотек и последующего сожжения.
Литература отбиралась по следующим признакам:
1. Научные работы в области марксизма и коммунизма.
2. Чуждые народному духу произведения литераторов из крупных городов («асфальтовая литература»).
3. Книги, порочащие ветеранов Первой мировой войны.
4. Книги, подрывающие моральные и религиозные устои нации.
5. Книги, прославляющие Веймарскую республику.
6. Книги, не отражающие национальные интересы.

Уже 26 марта в газете Berliner Nachtaufgabe появился список произведений художественной литературы, в который вошли произведения 71 автора — через некоторое время дополненный (127 авторов и 4 сборника). Затем последовательно вышли списки по истории (51 автор и 4 сборника), искусству (8 авторов и 5 монографий), политике и общественно-политическим наукам (121 автор и 5 безымянных книг).
9 мая вышел циркуляр отдела прессы и пропаганды Национал-социалистического союза студентов Германии за подписями Герхарда Крюгера и Карла Ганса Лейстрица, в котором указывалось, что данные списки вполне могут быть неполными, в связи с чем ответственным за уничтожение книг предоставляется в этом плане свобода действий. В этом циркуляре приводился список 15 авторов, чьи книги должны быть сожжены безусловно и чьи имена упоминались в специальных «огненных речовках»: Карл Маркс, Карл Каутский, Генрих Манн, Эрнст Глезер, Эрих Кестнер, Фридрих Вильгельм Фёрстер, Зигмунд Фрейд, Эмиль Людвиг, Вернер Хегеман, Теодор Вольф, Георг Бернгард, Эрих Мария Ремарк, Альфред Керр, Курт Тухольский и Карл фон Осецкий. При этом Фрейд, Вольф, Бернгард и фон Осецкий в список Геррмана не входили.
Уже после 10 мая были напечатаны ещё два списка: по истории литературы (9 авторов) и по религии, философии и педагогике (33 автора и 1 сборник; опубликован 16 мая).
При составлении списков несколько раз была допущена путаница — так, например, книги Фрица Блея (Fritz Bley), видимо, были включены вместо книг Франца Блея (Franz Blei). Также в список были включены книги Людвига Баура Morgen wieder Krieg и Die öffentliche Meinung. Однако такого автора не существовало — книгу Morgen wieder Krieg написал Людвиг Бауэр, а под книгой Die öffentliche Meinung, вероятно, подразумевалась книга Die öffentliche Meinung in der Weltgeschichte, автором которой был Вильгельм Бауэр.
Всего в список вошли 313 авторов.
- Марк Абрамович
- Рудольф Абрахам
- Макс Адлер
- Макс Адлер; Курт Левенштейн
- Валентин Астров; Александр Слепков; Яков Рейх
- Зигфрид Ауфхойзер
- Кете Аш
- Натан Аш
- Шолом Аш
- Юлиус Баб
- Исаак Бабель
- Анжелика Балабанова
- Анри Барбюс
- Макс Бартель
- Вильгельм Бауэр
- Людвиг Бауэр
- Отто Бауэр
- Август Бебель
- Григорий Белых; Л. Пантелеев
- Рихард Бер-Гофман
- Фриц Бернштейн
- Эдуард Бернштейн
- Йоганнес Бехер
- Гюнтер Биркенфельд
- Фриц Блей
- Анна Блос; Анна Гайер; Адель Шрайбер; Луиза Шрёдер
- Вильгельм Блос
- Оскар Блюм
- Елена Бобинская
- Николай Богданов
- Вальдемар Бонзельс
- Юлиан Борхардт
- Йозеф Брайтбах
- Рудольф Брауне
- Бернард фон Брентано
- Бертольт Брехт
- Макс Брод
- Фриц Брупбахер
- Криста Анита Брюк
- Николай Бухарин
- Фридрих Вайс
- Франц Карл Вайскопф
- Эдуард Вайч
- Карел Ванек
- Якоб Вассерман
- Ганс Веберг
- Армин Вегнер
- Алекс Веддинг
- Пауль Вейзенгрюн
- Теодор Хендрик ван де Велде
- Франц Верфель
- Оскар Вёрле
- Карл Виттфогель
- Гертруда Вокер
- Вилли Вольфрадт
- Вальтер Газенклевер
- Рудольф Гайст
- Ярослав Гашек
- Георг Герман
- Макс Гёльц
- Вальтер Гёц
- Рудольф Гильфердинг
- Карл Якоб Гирш
- Фёдор Гладков
- Эрнст Глезер
- Иван Голль
- Максим Горький
- Альберт Готопп
- Рихард Гофман
- Георг Энгельберт Граф
- Оскар Мария Граф
- Георг Гросс
- Карл Грюнберг
- Эмиль Юлиус Гумбель
- Элиас Гурвич
- Фёдор Дан
- Роберт Даннеберг
- Гюнтер Ден
- Альфред Дёблин
- Отто Дикс
- Вильгельм Диттман
- Отто Дойч
- Юлиус Дойч
- Джон Дос Пассос
- Теодор Драйзер
- Дрен
- Роберт Дрилль
- Нелли Закс
- Карл Зеверинг
- Герхарт Зегер
- Анна Зегерс
- Анна Зимзен
- Григорий Зиновьев
- Бруно Зоммер
- Михаил Зощенко
- Отто Зур
- Берта фон Зутнер
- Бела Иллеш
- Вильгельм Ильгенштейн
- Илья Ильф; Евгений Петров
- Вера Инбер
- Эрнст Иогансен
- Зигфрид Каверау
- Иосиф Каллиников
- Пауль Кампфмейер
- Пауль Кампфмейер; Бруно Альтман
- Отто Феликс Каниц
- Герман Канторович
- Роберт Карр
- Валентин Катаев
- Гина Каус
- Карл Каутский
- Бернхард Келлерман
- Альфред Керр
- Курт Керстен
- Герман Кестен
- Эрих Кестнер
- Норман Кёбер
- Эдлеф Кёппен
- Эгон Эрвин Киш
- Курт Клебер
- Альфред Клейнберг
- Эрих Кнауф
- Франц Коблер
- Ирмгард Койн
- Александра Коллонтай
- Вильгельм Конштедт
- Карл Корн
- Карл Корш
- Зигфрид Кракауэр
- Глеб Кржижановский
- Пауль Крише
- Рихард Куденхове-Калерги
- Михаил Кузмин
- Генрих Кунов
- Альфред Курелла
- Генрих Курциг
- Петер Мартин Лампель
- Густав Ландауэр
- Фердинанд Лассаль
- Андреас Лацко
- Курт Левенштейн
- Ева Лейдман
- Мария Лейтнер
- Владимир Ленин
- Леонид Леонов
- Франц Лепински
- Александр Лернет-Холения
- Юрий Либединский
- Карл Либкнехт
- Владимир Лидин
- Анна Линдеман
- Бенджамин Б. Линдсей
- Бенджамин Б. Линдсей; Уэйнрайт Эванс
- Отто Линк
- Хильда Лион
- Рихард Липинский
- Гейнц Липман
- Анри Лихтенберже
- Альфред Лович
- Джек Лондон
- Дьёрдь Лукач
- Анатолий Луначарский
- Людвиг Льюисон
- Эмиль Людвиг
- Роза Люксембург
- Франс Мазерель
- Виктор Майер-Экхардт
- Густав Майринк
- Хендрик де Ман
- Генрих Манн
- Клаус Манн
- Томас Манн
- Зигфрид Марк
- Карл Маркс
- Валериу Марку
- Карл Менникке
- Франц Меринг
- Фридрих Меркеншлагер
- Лу Мертен
- Фридрих Михаэль
- Герман Мюллер
- Франц Мюллер-Лиер
- Курт Мюнцер
- Фриц Нафтали
- Александр Неверов
- Пьетро Ненни
- Эрик Нёльтинг
- Франческо Саверио Нитти
- Макс Ниче
- Роберт Нойман
- Густав Носке
- Н. Огнёв
- Ода Ольберг
- Иван Ольбрахт
- Франц Оппенгеймер
- Хосе Орабуэна
- Эрнст Отвальт
- Бертольд Отто
- Константин Пажитнов
- Антон Паннекук
- Л. Пантелеев
- Фёдор Панфёров
- Курт Пинтус
- Пауль Пиховски
- Теодор Пливье
- Герхарт Поль
- Адельгейд Попп
- Гуго Прейсс
- Осип Пятницкий
- Густав Радбрух
- Вальтер Ратенау
- Густав Реглер
- Эрих Мария Ремарк
- Людвиг Ренн
- Карл Реннер
- Джон Рид
- Иоахим Рингельнац
- Эдуард Розенбаум
- Артур Розенберг
- Йозеф Рот
- Людвиг Рубинер
- Отто Рюле
- Алиса Рюле-Герштель; Отто Рюле
- Артур Рюман
- Рахель Санцара
- Лидия Сейфуллина
- Александр Серафимович
- Эптон Синклер
- Фёдор Сологуб
- Иосиф Сталин
- Карло Сфорца
- Лиза Тецнер
- Пауль Тиллих
- Теодор Тихауэр
- Сунао Токунага
- Эрнст Толлер
- Адриенна Томас
- Б. Травен
- Лев Троцкий
- Курт Тухольский
- Вернер Тюрк
- Арнольд Улиц
- Фриц фон Унру
- Рудольф Урбанчич
- Герберт Уэллс
- Вальтер Фабиан
- Артур Файлер
- Лион Фейхтвангер
- Эмиль Фельден
- Фридрих Вильгельм Фёрстер
- Луис Фишер
- Ойген Фишер-Балинг
- Карл Форлендер
- Александр Мориц Фрай
- Леонхард Франк
- Арнольд Фреймут
- Эрнст Френкель
- Альфред Герман Фрид
- Теодор Фрике
- Фриц Хампель
- Пауль Хан
- Вернер Хегеман
- Эдуард Хейман
- Эрнест Хемингуэй
- Гертруда Хермес
- Моррис Хилквит
- Мартин Хобом
- Макс Ходанн
- Теодор Хойс
- Артур Холичер
- Йозеф Хофбауэр
- Арнольд Цвейг
- Стефан Цвейг
- Август Циглер
- Карл Чуппик
- Александр Шаповалов
- Альбрехт Шеффер
- Юлиус Шеффер
- Пауль фон Шёнайх
- Альфред Широкауэр
- Виктор Шифф
- Фриц Шифф
- Шлумп
- Артур Шницлер
- Карл Шрёдер
- Вилли Штайгер
- Фриц Штернберг
- Фриц Штир-Сомло
- Генрих Штрёбель
- Альфред Штример
- Эрих Эбермайер
- Ганс Эверс
- Вальтер Эггерт-Виндегг
- Казимир Эдшмид
- Отто Эингер
- Курт Эйснер
- Густав Экштейн
- Виктор Энгельгардт
- Фридрих Энгельс
- Илья Эренбург
- Антон Эркеленц
- Эдуард Эркес
- Герман Эссиг
- Пауль Эстрайх
- Гуго Эфферот
- Арон Югов
- Мари Юхач
- Генрих Эдуард Якоб

36 авторов попали сразу в несколько списков. Анри Барбюс значился в четырёх списках. Среди упомянутых трижды были Отто Бауэр, Карл Каутский, Генрих Кунов, Эмиль Людвиг, Генрих Манн, Франц Меринг, Эптон Синклер. В числе внесённых в два списка находились имена Армина Вегнера, Берты фон Зутнер, Эгона Эрвина Киша, Карла Корша, Дьёрдя Лукача, Розы Люксембург, Иосифа Сталина, Эрнста Толлера, Льва Троцкого, Стефана Цвейга.
Также в список были внесены книги, не имевшие автора, и сборники:
- «Антология современной лирики»
- «Антология современной прозы»
- «Белая книга „Чёрного рейхсвера“ (Лига за права человека)»
- «Гейдельбергская программа»
- «10 лет веймарской конституции»
- Монография о Пауле Клее
- Монография о Людвиге Майднере
- Монография о Карле Рёссель-Майдане
- Монография об Анри де Тулуз-Лотреке
- Монография о Марке Шагале
- «Протоколы заседаний съездов СДПГ»
- «Речи ко Дню Конституции»
- «Тридцать новых немецких новеллистов»
- «Тридцать новых новеллистов новой России»

Отдельной строкой были указаны книги издательства «Am anderen Ufer» («На другом берегу»), принадлежащего Алисе Рюле-Герштель.